# Alessandria Unione Sportiva 1930-1931
Questa voce raccoglie le informazioni riguardanti l'Alessandria Unione Sportiva nelle competizioni ufficiali della stagione 1930-1931.

## Stagione
La squadra, risultata indebolita dalla partenza del leader Giovanni Ferrari, destinato alla Juventus del "Quinquennio d'Oro" assieme all'allenatore Carlo Carcano, non andò oltre il tredicesimo posto in classifica. Malgrado pecche a livello difensivo (l'Alessandria fu la terza peggior difesa del torneo), la salvezza non fu mai realmente in pericolo grazie alla vena realizzativa di Ettore Banchero, che mise a segno 15 reti, e di Renato Cattaneo.
In questa stagione si disputò per la prima volta nella storia della Serie A a girone unico il derby tra l'Alessandria e il neopromosso Casale. In panchina sedette per tutto l'arco del campionato l'ungherese Béla Révész.

## Divise
| Prima maglia |

## Organigramma societario
Area direttiva
- Presidente: Ladislao Rocca
- Vicepresidente: Giovanni Ronza
- Consiglieri: Gino Garavelli, Oreste Omodeo, Luigi Pasino e Amilcare Savojardo

Area organizzativa
- Amministratore-cassiere: Gianni De Negri
- Segretario amministrativo: G. Agosta
- Segretario: Pietro Novelli

Area tecnica
- Allenatore: Béla Révész

Area sanitaria
- Responsabile: Otello Finzi
- Commissione sanitaria: Lorenzo Ballestrero e Felice Diana
- Massaggiatore: Domenico Assandro

## Rosa
| N. |                   | Ruolo | Calciatore         |
| -- | ----------------- | ----- | ------------------ |
|    | Italia (bandiera) | P     | Natale Balossino   |
|    | Italia (bandiera) | P     | Teresio Chiodi     |
|    | Italia (bandiera) | P     | Giuseppe Rapetti   |
|    | Italia (bandiera) | D     | Giuseppe Ballerio  |
|    | Italia (bandiera) | D     | Felice Costa       |
|    | Italia (bandiera) | D     | Giuseppe Fenoglio  |
|    | Italia (bandiera) | D     | Mario Ferrero      |
|    | Italia (bandiera) | D     | Luigi Gallino      |
|    | Italia (bandiera) | D     | Armando Lauro      |
|    | Italia (bandiera) | D     | Guglielmo Panzetti |
|    | Italia (bandiera) | C     | Amilcare Baghino   |
|    | Italia (bandiera) | C     | Luigi Bertolini    |
|    | Italia (bandiera) | C     | Michele Borelli    |
|    | Italia (bandiera) | C     | Giuseppe Gandini   |

| N. |                   | Ruolo | Calciatore           |
| -- | ----------------- | ----- | -------------------- |
|    | Italia (bandiera) | C     | Settimo Gastaldi     |
|    | Italia (bandiera) | C     | Giuseppe Grillo      |
|    | Italia (bandiera) | C     | Sandro Lotti         |
|    | Italia (bandiera) | C     | Libero Marchina      |
|    | Italia (bandiera) | C     | Giovanni Riccardi    |
|    | Italia (bandiera) | A     | Mario Autelli        |
|    | Italia (bandiera) | A     | Edoardo Avalle       |
|    | Italia (bandiera) | A     | Ettore Banchero (II) |
|    | Italia (bandiera) | A     | Renato Cattaneo      |
|    | Italia (bandiera) | A     | Carlo Chierico       |
|    | Italia (bandiera) | A     | Giuseppe Fiammengo   |
|    | Italia (bandiera) | A     | Osvaldo Perazzo      |
|    | Italia (bandiera) | A     | Cinzio Scagliotti    |
|    | Italia (bandiera) | A     | Cesare Testera       |

## Risultati

### Serie A

#### Girone di andata
| Arbitro: | Malagodi (Ferrara) |

|                                             |           |  |
| Scagliotti 5’, 89’ Cattaneo 53’ (rig.), 82’ | Marcatori |  |

| Arbitro: | Caironi (Milano) |

|                              |           |  |
| Fasanelli 46’ Costantino 89’ | Marcatori |  |

| Arbitro: | Lenti (Genova) |

|                                           |           |  |
| Bertolini 4’ Avalle 22’ Ett. Banchero 85’ | Marcatori |  |

| Arbitro: | Mastellari (Bologna) |

|                                                            |           |            |
| Elv. Banchero 4’, 73’ Patri 18’ E. Bodini 29’ Levratto 32’ | Marcatori | 22’ Avalle |

| Arbitro: | Barlassina (Novara) |

|  |           |              |
|  | Marcatori | 70’ Casalino |

| Arbitro: | Gonani (Ravenna) |

|             |           |  |
| Aliatis 47’ | Marcatori |  |

| Arbitro: | U.Gama (Milano) |

|                          |           |                                               |
| Borelli 16’ Chierico 52’ | Marcatori | 58’ (aut.), 89’ (aut.) Bertolini 82’ Vecchina |

| Arbitro: | Mazzarini (Roma) |

|                        |           |  |
| Ett. Banchero 14’, 44’ | Marcatori |  |

| Arbitro: | Carraro (Padova) |

|  |           |            |
|  | Marcatori | 19’ Avalle |

| Arbitro: | Zorzi (Belluno) |

|                                           |           |           |
| Pastore 65’ Malatesta 80’ C. Cevenini 85’ | Marcatori | 2’ Avalle |

| Arbitro: | Turbiani (Ferrara) |

|                         |           |  |
| Avalle 26’ Chierico 62’ | Marcatori |  |

| Arbitro: | Giorgi (Gallarate) |

|                            |           |                   |
| Mihalich 5’ Vojak 48’, 67’ | Marcatori | 15’, 50’ Cattaneo |

| Arbitro: | Carraro (Padova) |

|                                                          |           |               |
| Ett. Banchero 20’, 85’ Bertolini 52’ Fizzotti 87’ (aut.) | Marcatori | 10’ It. Rossi |

| Arbitro: | Biancone (Roma) |

|                           |           |                          |
| Panzetti 29’ Cattaneo 55’ | Marcatori | 9’ Giraldi 81’ Silvestri |

| Bologna 11 gennaio 1931 15ª giornata | Bologna              | 0 – 0 referto | Alessandria | Stadio Littoriale\| Arbitro: \| Pessato (Monfalcone) \| |
| Arbitro:                             | Pessato (Monfalcone) |               |             |                                                         |

| Arbitro: | U.Gama (Milano) |

|                                   |           |                             |
| Scaramelli 30’, 50’ Piccaluga 40’ | Marcatori | 1’ Ett. Banchero 72’ Avalle |

| Arbitro: | Garbieri (Genova) |

|             |           |                   |
| Autelli 43’ | Marcatori | 32’ (aut.) Chiodi |

#### Girone di ritorno
| Arbitro: | Gonani (Ravenna) |

|                                                                             |           |                                       |
| Giuliani 2’ Maffioli 27’, 70’ Scaltriti 40’ E. Frisoni 49’ Ranelli 59’, 61’ | Marcatori | 54’, 79’ Ett. Banchero 75’ Scagliotti |

| Arbitro: | Scorzoni (Bologna) |

|  |           |                                       |
|  | Marcatori | 56’ (aut.) Panzetti 75’ Chini Ludueña |

| Arbitro: | Carraro (Padova) |

|              |           |              |
| Magnozzi 32’ | Marcatori | 66’ Chierico |

| Arbitro: | Rovida (Milano) |

|  |           |           |
|  | Marcatori | 79’ Rosso |

| Arbitro: | Garbieri (Genova) |

|                                                                        |           |                      |
| F. Santagostino 5’, 54’ Gatti 10’, 22’ Ferraris 17’ Zanello 87’ (rig.) | Marcatori | 23’, 80’ E. Banchero |

| Arbitro: | Bertoli (Vicenza) |

|                                                     |           |  |
| Bertolini 9’ Ett. Banchero 14’, 34’, 78’ Avalle 53’ | Marcatori |  |

| Arbitro: | Barlassina (Novara) |

|                                 |           |                      |
| Munerati 13’, 15’ Orsi 79’, 89’ | Marcatori | 41’ (aut.) Caligaris |

| Arbitro: | Biancone (Roma) |

|                 |           |  |
| Meazza 71’, 81’ | Marcatori |  |

| Arbitro: | Turbiani (Ferrara) |

|                                            |           |                |
| Scagliotti 33’, 59’, 82’ Ett. Banchero 90’ | Marcatori | 29’ Castellani |

| Arbitro: | Mastellari (Bologna) |

|             |           |                                    |
| Borelli 73’ | Marcatori | 7’ Fantoni 78’ Spivach 84’ Pastore |

| Vercelli 24 maggio 1931 28ª giornata | Casale            | 0 – 0 referto | Alessandria | Campo piazza Conte di Torino\| Arbitro: \| Melandri (Genova) \| |
| Arbitro:                             | Melandri (Genova) |               |             |                                                                 |

| Arbitro: | Barlassina (Novara) |

|                                           |           |                                    |
| Cattaneo 4’, 28’ Borelli 15’ Marchina 35’ | Marcatori | 24’ Vojak 60’ Mihalich 73’ Tansini |

| Arbitro: | Gonani (Ravenna) |

|             |           |  |
| Corsini 88’ | Marcatori |  |

| Arbitro: | Barlassina (Novara) |

|  |           |              |
|  | Marcatori | 14’ Cattaneo |

| Arbitro: | Guarnieri (Milano) |

|                  |           |                                                     |
| Ett. Banchero 3’ | Marcatori | 5’, 44’, 50’ Reguzzoni 25’, 35’ Schiavio 28’ Ottani |

| Arbitro: | Girelli (Verona) |

|                     |           |              |
| Cattaneo 33’ (rig.) | Marcatori | 11’ Morselli |

| Arbitro: | Tagliabue (Milano) |

|                                            |           |               |
| Silano 27’, 44’ Imberti 63’ Baloncieri 90’ | Marcatori | 20’ Fiammengo |

## Statistiche

### Statistiche di squadra
| Competizione | Punti | In casa | In casa | In casa | In casa | In casa | In casa | In trasferta | In trasferta | In trasferta | In trasferta | In trasferta | In trasferta | Totale | Totale | Totale | Totale | Totale | Totale | DR  |
| Competizione | Punti | G       | V       | N       | P       | Gf      | Gs      | G            | V            | N            | P            | Gf           | Gs           | G      | V      | N      | P      | Gf     | Gs     | DR  |
| ------------ | ----- | ------- | ------- | ------- | ------- | ------- | ------- | ------------ | ------------ | ------------ | ------------ | ------------ | ------------ | ------ | ------ | ------ | ------ | ------ | ------ | --- |
| Serie A      | 26    | 17      | 8       | 3       | 6       | 36      | 25      | 17           | 2            | 3            | 12           | 16           | 42           | 34     | 10     | 6      | 18     | 52     | 67     | -15 |

### Statistiche individuali
| Giocatore        | Serie A  | Serie A |
| Giocatore        | Presenze | Reti    |
| ---------------- | -------- | ------- |
| M. Autelli       | 8        | 1       |
| E. Avalle        | 32       | 7       |
| A. Baghino       | 1        | 0       |
| G. Ballerio      | 26       | 0       |
| N. Balossino     | 18       | -31     |
| E. Banchero (II) | 31       | 15      |
| L. Bertolini     | 30       | 3       |
| M. Borelli       | 31       | 3       |
| R. Cattaneo      | 22       | 9       |
| C. Chierico      | 22       | 3       |
| T. Chiodi        | 4        | -10     |
| F. Costa         | 4        | 0       |
| G. Fenoglio      | 9        | 0       |
| M. Ferrero       | 1        | 0       |
| G. Fiammengo     | 1        | 1       |
| L. Gallino       | 21       | 0       |
| G. Gandini       | 13       | 0       |
| S. Gastaldi      | 2        | 0       |
| G. Grillo        | 10       | 0       |
| A. Lauro         | 23       | 0       |
| S. Lotti         | 2        | 0       |
| L. Marchina      | 14       | 1       |
| G. Panzetti      | 10       | 1       |
| O. Perazzo       | 1        | 0       |
| G. Rapetti       | 12       | -26     |
| G. Riccardi      | 2        | 0       |
| C. Scagliotti    | 23       | 6       |
| C. Testera       | 1        | 0       |